# Robert Noyce
Robert Norton Noyce (n. 12 decembrie 1927, Burlington, Iowa – d. 3 iunie 1990, Austin, Texas), supranumit „Primarul din Silicon Valley” este co-fondatorul Fairchild Semiconductor în 1957 și al Intel în 1968. Împreună cu Jack Kilby este considerat a fi inventatorul circuitului integrat care a revoluționat calculatorul personal.